# Нани
Луи́ш Ка́рлуш Алме́йда да Ку́нья (порт. Luís Carlos Almeida da Cunha; род. 17 ноября 1986, Прая, Кабо-Верде), более известный как На́ни (порт. Nani) — португальский футболист, крайний полузащитник. Выступал за сборную Португалии, входит в десятку лучших игроков в её истории по сыгранным матчам и забитым мячам.
Начинал карьеру в лиссабонском «Спортинге», присоединившись к молодёжной команде клуба в 2003 году. Дебютировал за основную команду в 2005 году и провёл в ней два полноценных сезона. Стал победителем Кубка Португалии сезона 2006/07 года. Летом 2007 года перешёл в английский клуб «Манчестер Юнайтед». В составе «красных дьяволов» Нани выиграл четыре чемпионских титула Премьер-лиги, Лигу чемпионов УЕФА 2007/08, Клубный чемпионат мира, два Кубка лиги, четыре раза становился обладателем Суперкубка Англии. На сезон 2014/15 года вернулся в «Спортинг» на правах аренды, выиграл ещё один Кубок Португалии, после чего совершил полноценный переход в турецкий «Фенербахче». Год спустя Нани отправился в испанскую «Валенсию», а в 2018 году во второй раз вернулся в «Спортинг», вновь выиграв Кубок Португалии, а также Кубок португальской лиги. Впоследствии на протяжении трёх сезонов выступал за «Орландо Сити». В январе 2022 года стал игроком итальянской «Венеции», летом того же года покинул клуб и перешёл в австралийский «Мельбурн Виктори». В период 2023—2024 годов играл за турецкий клуб «Адана Демирспор».
В 2006 году Нани дебютировал за сборную Португалии. В её составе он выступил на трёх чемпионатах Европы: в 2008, 2012 и 2016 годах, а также на чемпионате мира 2014 года. После Кубка конфедераций 2017 года в национальную команду не привлекался. Всего за сборную сыграл в 112 матчах, в которых забил 24 гола.

## Ранние годы
Нани родился в городе Прая, столице Кабо-Верде, в семье Марии ду Сеу Алмейды и Домингуша да Куньи. Вместе с семьёй в раннем детстве эмигрировал в Португалию. Когда Нани исполнилось пять лет, его отец вернулся в Кабо-Верде; в двенадцать лет его оставила и мать, переехав в Нидерланды. Нани вырос под присмотром своей тёти в Амадоре, пригороде Лиссабона, где он с детства играл в футбол вместе со своим другом Мануэлом Фернандешем. Кроме футбола Нани увлекался капоэйрой, бразильским национальным единоборством, включающим в себя акробатические элементы. По ходу игровой карьеры Нани нередко отмечал свои голы чередой прыжков через себя. Имеет девять родных братьев и сестёр, а также пятерых сводных (со стороны отца). Своё прозвище получил благодаря старшей сестре Кристенед ещё в юном возрасте.
Футбольную карьеру Нани начал в восемь лет, в молодёжной команде клуба «Реал ди Массама». Вплоть до одиннадцати лет тренировался под руководством своего первого тренера — Луиша Диаша. Находился на просмотре в двух португальских грандах: по понедельникам приезжал в лагерь «Бенфики», по средам и четвергам занимался в «Спортинге». Его окончательный выбор между командами определил случай — «Бенфика» должна была испытать молодых игроков, которые находились на просмотре, в матче с «Боавиштой» на стадионе «Да Луш», но тренер «орлов» Грэм Сунесс пожалел газон и отменил игру. В результате Нани отдал предпочтение «Спортингу», за который ему удалось сыграть в предсезонном турнире. Спустя два дня после окончания соревнования Нани получил приглашение в академию клуба и принял его. Несмотря на то, что Нани вырос неподалёку от Лиссабона, в детстве он являлся болельщиком «Порту». Его футбольный кумир — Луиш Фигу.

## Клубная карьера

### «Спортинг»
С 2003 года Нани стал выступать в молодёжных командах «Спортинга». 10 августа 2005 года он дебютировал за основной состав клуба, это произошло в домашнем матче третьего квалификационного раунда Лиги чемпионов против «Удинезе» (0:1). Молодой Нани вышел на замену Куштодиу во втором тайме. 28 августа он впервые сыграл в чемпионате Португалии, выйдя на поле в поединке против «Маритиму» (2:1) на замену Дейвиду. В конце октября того же года забил свой первый гол за команду. Поразив ворота «Боавишты» (2:2), Нани открыл счёт в той игре. В течение сезона отметился забитыми мячами в ворота «Академики», «Пенафиела» и «Риу Аве». Всего в сезоне 2005/06 года сыграл в общей сложности в 36 матчах и забил пять голов. В сезоне 2006/07 года Нани вышел на поле в 40 матчах, в том числе во всех шести матчах группового этапа Лиги чемпионов (тогда он забил свой первый гол в еврокубках — в ворота московского «Спартака») и пяти матчах Кубка Португалии. Этот трофей «Спортингу» в итоге удалось выиграть. В мае Нани был признан лучшим молодым игроком месяца чемпионата.

### «Манчестер Юнайтед»
По окончании сезона 2006/07 года «Спортинг» и английский «Манчестер Юнайтед» заключили соглашение о трансфере Нани. «Красные дьяволы» заплатили за португальца 25,5 млн фунтов стерлингов (5 % от этой суммы — примерно 1,275 млн евро — получил «Реал ди Массама»). Немаловажную роль в окончательном выборе Нани нового клуба сыграло присутствие в составе «Юнайтед» именитых соотечественников — Криштиану Роналду и Карлуша Кейроша. Помимо «Манчестер Юнайтед», интерес к игроку проявили французский «Лион» и итальянский «Интернационале». 2 июля 2007 года Нани стал полноценным игроком «Юнайтед», подписав с клубом пятилетний контракт. 9 июля он был представлен прессе вместе с другим новичком клуба Оуэном Харгривзом на тренеровочной базе в Каррингтоне. Нани получил футболку с номером 17, которую в предыдущем сезоне носил Хенрик Ларссон.

#### 2007—2009
Уже в дебютном матче за «Манчестер Юнайтед» Нани удалось забить свой первый гол — это произошло 23 июля 2007 года в товарищеской игре с китайским клубом «Шэньчжэнь» (6:0). В регулярных соревнованиях первое выступление португальского игрока в новой команде состоялось 5 августа 2007 года, когда он вышел на замену Микаэлю Сильвестру в игре Суперкубка Англии против «Челси». Несмотря на то, что основное и дополнительное время матча закончилось со счётом 1:1, «Манчестер Юнайтед» сумел одержать победу в серии пенальти благодаря игре Эдвина ван дер Сара, который отразил три удара игроков «Челси» подряд. В рамках Премьер-лиги Нани впервые вышел на поле 12 августа в игре против «Рединга» (0:0), заменив получившего травму Уэйна Руни. 26 августа забил свой первый гол за «Манчестер Юнайтед» в официальных матчах, отправив мяч с дальней дистанции в ворота «Тоттенхэм Хотспур» (1:0). В двух следующих играх Нани помог своей команде с минимальным счётом победить «Сандерленд» и «Эвертон», отдав голевые передачи Луи Саа и Неманье Видичу. 19 сентября он сыграл в первом поединке за «Юнайтед» в еврокубках — в матче группового этапа Лиги чемпионов против «Спортинга» (1:0). Второй гол в Премьер-лиге Нани забил 27 октября в домашнем матче против «Мидлсбро» (4:1). Получив мяч на своей половине поля, он обыграл сразу трёх защитников и нанёс удар с 30-ти метров точно под перекладину ворот.
16 февраля 2008 года вышел на поле в матче пятого раунда розыгрыша Кубка Англии против «Арсенала» (4:0). В отсутствие Криштиану Роналду и Карлоса Тевеса Нани играл на позиции чистого нападающего. После того, как Уэйн Руни сделал счёт 1:0 в пользу «красных дьяволов», португалец прошёл по левому флангу, обыграл защитника и сделал точную передачу на Даррена Флетчера, который головой отправил мяч в ворота. Затем Нани забил гол самостоятельно, воспользовавшись длинным пасом Майкла Каррика и провалом обороны «канониров». Убежав от защитника, он получил мяч в штрафной и уверенно пробил мимо вратаря. Португальскому игроку удалось отметиться ещё одной голевой передачей в той встрече, которая помогла установить окончательный счёт — 4:0. Ближе к концу встречи на поле произошёл инцидент, когда Вильям Галлас сначала сбил Нани с ног, а затем, когда португалец начал подниматься, ударил его коленом, в результате двух футболистов пришлось разнимать.
23 марта 2008 года Нани помог своей команде одержать победу над «Ливерпулем». Получив пас от Руни вблизи штрафной мерсисайдцев, он пробежал между двумя защитниками, создав себе свободную зону, после чего мощно пробил с линии штрафной в угол ворот Пепе Рейны. «Ливерпуль» проиграл со счётом 0:3 и выбыл из борьбы за чемпионское звание. 3 мая Нани был удалён с поля и дисквалифицирован на три игры за удар головой Лукаса Нила в матче против «Вест Хэма» (4:1). Дисквалификация, однако, не помешала ему впервые стать чемпионом Англии: 11 мая в матче заключительного тура Премьер-лиги «Манчестер Юнайтед» одолел на выезде «Уиган Атлетик» (2:0). 21 мая Нани принял участие в финале Лиги чемпионов против «Челси», выйдя на замену Уэйну Руни на 101-й минуте. «Красные дьяволы» одолели лондонцев в серии послематчевых пенальти. Выигранный трофей стал для Нани первым на уровне еврокубков. Всего в своём первом сезоне в «Юнайтед» он сыграл 41 матч и забил четыре гола.
29 августа 2008 года Нани вышел на поле в игре за Суперкубок УЕФА против «Зенита» (1:2). Первый гол в сезоне 2008/09 года забил 23 сентября в матче против «Мидлсбро» (3:1), обеспечив команде выход в четвёртый раунд Кубка лиги. 18 октября вновь отличился голом: на этот раз в игре чемпионата Англии против «Вест Бромвич Альбион» (4:0). Сыграл во всех шести матчах группового этапа Лиги чемпионов, при этом результативными действиями не отметился. 20 января 2009 года открыл счёт в ответном матче полуфинала Кубка лиги против «Дерби Каунти» (4:2). Во второй половине сезона появлялся на поле нечасто, уступив конкуренцию на левом фланге атаки Пак Чи Сону. Оставался на скамейке запасных или вовсе не попадал в заявку на матч. В чемпионате провёл лишь один полный матч — игру 38-го тура против «Халл Сити» (1:0). По итогам сезона стал чемпионом Премьер-лиги и обладателем Кубка Футбольной лиги, отыграв в финальном матче против «Тоттенхэма» (0:0, 4:1 по пенальти) все 120 минут.

#### 2009—2011
После перехода Криштиану Роналду в «Реал Мадрид» летом 2009 года ожидалось, что именно Нани способен заменить своего именитого соотечественника. 9 августа 2009 года он забил гол, открыв счёт в матче за Суперкубок Англии против «Челси» (2:2, 1:4 по пенальти). Во время игры получил вывих плеча, который, по первоначальным прогнозам, не позволил бы ему сыграть в стартовой игре чемпионата. Однако Нани сумел быстро восстановиться и 16 августа вышел на поле в первой игре национальной лиги против «Бирмингем Сити» (1:0). 22 августа точным ударом со штрафного забил гол в матче против клуба «Уиган Атлетик» (5:0). В ноябре раскритиковал тренера «Юнайтед» сэра Алекса Фергюсона за отсутствие доверия к нему. В середине января 2010 года Нани впервые за два с половиной месяца появился на поле в матче Премьер-лиги — против «Бернли» (3:0). 31 января в гостевом матче против «Арсенала» (3:1) забил гол, а также отдал голевую передачу на Руни, которая позволила ему забить 100-й гол в Премьер-лиге. Гол Нани первоначально рассматривался многими источниками как автогол Мануэля Альмунии, но 26 марта комиссия по сомнительным голам (англ. Dubious Goals Committee) подтвердила, что его автором является именно португалец. Десять дней спустя он был удалён с поля за выпад в адрес Стилияна Петрова в матче против «Астон Виллы» (1:1), что привело к дисквалификации на три матча и обусловило отсутствие Нани в финальной игре Кубка лиги.
26 марта 2010 года подписал с клубом новый четырёхлетний контракт. Днём позже отдал две голевые передачи на Димитра Бербатова и Даррона Гибсона в победном матче против «Болтон Уондерерс» (4:0). 7 апреля в ответной игре 1/4 финала Лиги чемпионов против мюнхенской «Баварии» (3:2) отметился дублем, который ознаменовал первые голы Нани за «Юнайтед» в еврокубках. Несмотря на победу в поединке, «красные дьяволы» выбыли из турнира по правилу выездного гола (общий счёт — 4:4). 24 апреля забил гол в ворота «Тоттенхэм Хотспур» (3:1) на «Олд Траффорд». Третий сезон в «Манчестер Юнайтед» Нани завершил со статистикой в 34 сыгранных матча и семь забитых голов во всех турнирах.
28 августа 2010 года в домашней игре против «Вест Хэма» (3:0) Нани забил свой первый гол в сезоне 2010/11 года, а также ассистировал Димитару Бербатову, став лучшим игроком матча. 26 сентября забил гол и отдал голевую передачу на Майкла Оуэна в выездном матче против «Болтон Уондерерс» (2:2). 16 октября стал автором второго гола «Юнайтед» в ворота «Вест Бромвич Альбион» (2:2). Четыре дня спустя отметился голом в матче группового этапа Лиги чемпионов против «Бурсаспора» (1:0). 30 октября забил спорный гол в ворота «Тоттенхэм Хотспур» (2:0). Мяч оказался в сетке после того, как голкипер «Тоттенхэма» Эурелио Гомес установил мяч, чтобы исполнить штрафной удар, который, как он думал, был назначен за игру рукой; однако игра не была оставлена, поскольку судья Марк Клаттенбург не дал свисток. 27 ноября Нани забил пятый гол «Юнайтед» в домашней игре против «Блэкберн Роверс» (7:1). 4 января 2011 года отметился голом на 62-й минуте игры против «Сток Сити» (2:1). 22 января стал автором заключительного гола в домашнем матче против «Бирмингем Сити» (5:0). 5 февраля Нани забил единственный гол «Юнайтед» в игре против «Вулверхэмптон Уондерерс» (1:2), по результатам которой «красные дьяволы» потерпели первое поражение в сезоне. Семь дней спустя забил свой первый гол в рамках манчестерского дерби, открыв счёт в игре против «Манчестер Сити» (2:1).
6 марта в матче против «Ливерпуля» (1:3) на «Энфилде» получил травму после грубой игры со стороны Джейми Каррагера и покинул поле на носилках. Углубленное обследование показало рассечение голени; предполагалось, что португалец пропустит как минимум месяц, однако он приступил к тренировкам уже на следующей неделе. 15 марта сыграл в ответном матче 1/8 финала Лиги чемпионов против французского «Марселя» (2:1). 8 апреля был включён Профессиональной футбольной ассоциацией в шорт-лист на звание «Лучшего молодого футболиста Англии» вместе с товарищем по команде Хавьером Эрнандесом. Сам португалец выразил своё удивление тем, что не был номинирован на главную награду. 9 апреля Нани отметился дублем в матче против «Фулхэма» (2:0). 17 апреля стали известны результаты в номинации «Лучший молодой футболист Англии»: награда отошла Джеку Уилширу. В то же время Нани был впервые включён в символическую команду года Премьер-лиги. 18 мая он был признан «Игроком года» по версии одноклубников на церемонии награждения клуба. Сезон 2010/11 года стал лучшим для португальца в составе «Манчестер Юнайтед»: в Премьер-лиге Нани сыграл в 33 матчах, забил девять голов и отдал 14 голевых передач.

#### 2011—2014
Перед началом нового сезона появились слухи о возможном уходе Нани в связи с приобретением клубом ещё одного вингера — Эшли Янга, а также впечатляющей игрой Антонио Валенсии в предыдущем сезоне. Интерес к игроку проявили итальянские клубы «Интер» и «Ювентус». В конце концов информация СМИ не подтвердилась и португалец продолжил играть за «Манчестер Юнайтед». Нани начал новый сезон матчем за Суперкубок Англии против «Манчестер Сити». В нём он отметился дублем, став автором победного гола на четвёртой добавленной минуте. Первый гол в Премьер-лиге сезона 2011/12 года забил 28 августа в ворота «Арсенала» (8:2). 18 сентября провёл свой 100-й матч в Премьер-лиге, забив гол в игре против «Челси» (3:1). В следующем туре чемпионата на стадионе «Британия» забил свой третий гол в сезоне в ворота «Сток Сити» (1:1). 1 ноября Нани был включен в шорт-лист на награду «Золотой мяч ФИФА» и по результатам голосования занял предпоследнее место, опередив лишь Жерара Пике.
10 декабря, в первом матче после вылета «Юнайтед» из Лиги чемпионов, которым стала встреча с «Вулверхэмптон Уондерерс», Нани оформил дубль. 21 декабря в гостевом матче против «Фулхэма» (5:0) забил гол и отдал две результативные передачи. 22 января в матче против «Арсенала» (2:1) получил травму в результате неудачного подката Лорана Косельни и был заменён на Эшли Янга. После сканирования стопы выяснилось, что он получил перелом плюсневой кости, из-за чего выбыл на следующие два месяца. 15 апреля в игре против «Астон Виллы» (4:0) вышел на замену и отметился забитым голом в компенсированное время, пробив низом мимо Шея Гивена с передачи Джонни Эванса. 22 апреля забил гол в игре против «Эвертона» на «Олд Траффорд», обыграв Тима Ховарда на ближней штанге. Сезон завершил, сыграв в 40 матчах и забив десять голов во всех турнирах.
Предполагалось, что летом 2012 года Нани покинет «красных дьяволов» из-за несогласия с условиями предложенного контракта. В начале мая руководство «Юнайтед» предложило португальцу контракт с зарплатой в 90 тыс. фунтов, однако запросы футболиста и его агента оказались существенно выше возможностей клуба и предполагали увеличение жалования до 130 тыс. фунтов в неделю. В конце августа интерес к игроку проявил «Зенит». «Манчестер Юнайтед» согласился отпустить игрока за 25 миллионов фунтов, однако российскому клубу не удалось договориться с самим игроком. Первый и единственный гол в Премьер-лиге сезона 2012/13 года Нани забил 29 сентября в матче против «Тоттенхэм Хотспур» (2:3). С середины ноября до конца января не играл из-за травмы подколенного сухожилия, проходил реабилитацию в Дубае. 18 февраля вышел на замену Филу Джонсу на 42-й минуте матча пятого раунда Кубка Англии против «Рединга» (2:1). Тогда Нани забил гол, а также исполнил голевой навес на Хавьера Эрнандеса. 5 марта в ответном матче 1/8 финала Лиги чемпионов против мадридского «Реала» (1:2) заработал удаление на 56-й минуте за удар ногой Альваро Арбелоа. «Сливочные» воспользовались своим численным перевесом и забили дважды, одержав победу по сумме двух встреч. Во второй половине сезона сыграл лишь в четырёх матчах чемпионата, преимущественно оставался на скамейке запасных, уступив конкуренцию на правом фланге атаки Антонио Валенсии.
В связи с отсутствием прогресса в игре португальца возрастала вероятность того, что ему всё же придётся сменить команду. Интерес к игроку проявляли турецкий «Галатасарай», французский «Монако» и итальянский «Ювентус». 5 сентября 2013 года контракт игрока с «Манчестер Юнайтед» был продлён до июня 2018 года. 27 ноября Нани забил свой единственный гол в сезоне 2013/14 года в матче группового этапа Лиги чемпионов против леверкузенского «Байера» (5:0). С декабря по февраль отсутствовал на поле из-за травмы задней поверхности бедра. В апреле агент Андреа Пасторелло заявил о высокой вероятности ухода Нани из «Манчестер Юнайтед» в летнее трансферное окно.

#### Аренда в «Спортинг»
19 августа 2014 года лиссабонский «Спортинг» объявил о возвращении Нани в рамках сделки по трансферу центрального защитника Маркоса Рохо. Нани вернулся в команду на правах однолетней аренды, при этом все расходы по зарплате игрока взял на себя «Манчестер Юнайтед». Португалец получил футболку с номером 77. Первую игру за «Спортинг» после возвращения провёл 23 августа в матче Примейры против «Ароки» (1:0): не реализовал пенальти, получил жёлтую карточку и был заменён ближе к концу игры. 17 сентября в первом матче группового этапа Лиги чемпионов против «Марибора» (1:1) забил свой первый гол в сезоне. По итогам встречи удостоен звания лучшего игрока. Четыре дня спустя забил и в чемпионате — в матче против «Жил Висенте» (4:0). В первой половине сезона Нани отличился семью забитыми голами. 3 января 2015 года получил красную карточку в игре против клуба «Эшторил-Прая» (3:0). 31 мая в финальной встрече Кубка Португалии против «Браги» реализовал 11-метровый удар в серии послематчевых пенальти, принеся клубу его первый с 2008 года трофей. В аренде сыграл в 37 матчах и отметился 12 голами во всех турнирах.

### «Фенербахче», «Валенсия» и «Лацио»
В связи с обилием фланговых футболистов (среди них — Эшли Янг, Антонио Валенсия, Анхель Ди Мария, Аднан Янузай и Мемфис Депай) «Манчестер Юнайтед» принял решение о продаже Нани. 6 июля 2015 года турецкий «Фенербахче» приобрёл португальца за 4,25 миллионов фунтов. Он дебютировал 28 июля в игре третьего квалификационного раунда Лиги чемпионов против донецкого «Шахтёра» (0:0). 14 августа сыграл свой первый матч в чемпионате Турции против «Эскишехирспора» (2:0). 30 августа отметился дублем во встрече с «Антальяспором» (2:1). Нани стал автором победного гола — забив со штрафного в компенсированное время второго тайма. В зимнее трансферное окно имел предложение от китайского клуба, предлагавшего оклад в размере 10 млн евро в год. Однако президент «Фенербахче» принял решение об отказе в проведении сделки. На протяжении всего сезона являлся игроком стартового состава команды. Действовал как на левом, так и на правом фланге атаки; в конце сезона и вовсе исполнял роль оттянутого нападающего. 26 мая 2016 года Нани получил красную карточку в финале Кубка Турции за саркастические аплодисменты в адрес судьи после поражения от «Галатасарая» (0:1). Всего в сезоне сыграл в 47 матчах и отметился 12 мячами, став третьим бомбардиром команды после Робина ван Перси и Фернандана.
Спустя календарный год после предыдущего перехода, 5 июля 2016 года Нани за 8,5 миллионов евро стал футболистом испанской «Валенсии». Дебютировал 27 августа в матче второго тура Примеры против «Эйбара» (0:1). 25 сентября забил свой первый гол — против «Леганеса» (2:1). 29 ноября Нани провёл свой единственный матч в Кубке Испании, соперником в рамках 1/16 финала вновь стал «Леганес» (3:1). С конца февраля по начало апреля отсутствовал на поле из-за травмы подколенного сухожилия. В основном играл на левом фланге атаки. В конце сезона, согласно данным турецких медиа, интерес к игроку проявлял турецкий «Бешикташ». В период восстановления от травмы колена, 31 августа 2017 года на правах аренды перешёл в «Лацио». Дебютировал в команде 1 октября, в матче против «Сассуоло» (6:1), выйдя на замену Луису Альберто. 29 октября отличился голом в игре против «Беневенто» (5:1). В январе забил в двух матчах: против «Кьево» (5:1) и «Удинезе» (3:0). Был игроком запаса, не провёл ни одного полного матча за клуб.

### Дальнейшая карьера
11 июля 2018 года Нани вновь вернулся в «Спортинг» — уже на полноценной основе, был назначен капитаном команды. Свой первый матч после очередного возвращения провёл 12 августа — против «Морейренсе» (3:1). За сезон 2018/19 года ему удалось дважды отметиться забитым дублем: это произошло в играх против «Витории» (2:1) и «Боавишты» (3:0). В составе команды принял участие в пяти матчах группового этапа Лиги Европы. Всего в чемпионате сыграл в 18 матчах и отметился семью забитыми мячами, став четвёртым бомбардиром команды.
18 февраля 2019 года в качестве свободного агента перешёл в клуб MLS «Орландо Сити», подписав трёхлетний контракт по правилу назначенного игрока. В главной лиге США дебютировал 2 марта в матче стартового тура сезона 2019 года против «Нью-Йорк Сити» (2:2). 6 апреля в матче против «Колорадо Рэпидз» (4:3) забил свои первые два гола в MLS, включая победный гол с пенальти. Позднее отметился дублями в ворота «Цинциннати» (5:1) и «Нью-Инглэнд Революшн» (3:3). В своём первом сезоне стал лучшим бомбардиром команды, забив 12 мячей в 33 матчах во всех турнирах. В 2020 и 2021 годах являлся вторым бомбардиром команды, уступив первую строчку Крису Мюллеру и Дэрилу Дике соответственно. По информации Фабрицио Романо, в декабре 2021 года интерес к игроку проявлял бразильский «Флуминенсе». По окончании сезона 2021 года покинул «Орландо Сити», после того как клуб отклонил опцию продления в его контракте.
В январе 2022 года был предложен «Дженоа» и «Болонье», но трансфер игрока так и не был совершён. В том же месяце в качестве свободного агента перешёл в итальянскую «Венецию». Дебютировал 16 января в матче против «Эмполи» (1:1), выйдя на замену на 72-й минуте и отдав голевую передачу на Давида Окереке. Был игроком замены, в конце сезона стал оставаться на скамейке запасных. Сыграл за клуб лишь в десяти матчах чемпионата Италии. В июле 2022 года стал игроком австралийского «Мельбурн Виктори», подписав двухлетнее соглашение. Дебютировал 8 октября в матче против «Сиднея» (3:2), исполнив на 67-й минуте голевую передачу на Кристофера Оикономидиса. 4 ноября заработал пенальти в матче против «Ньюкасл Юнайтед Джетс» (4:0), который успешно реализовал Джейк Бриммер. 6 января 2023 года в матче против «Брисбен Роар» (0:1) получил получил разрыв передней крестообразной связки и выбыл на остаток сезона. 31 мая покинул австралийский клуб.
13 июля 2023 года подписал однолетний контракт с клубом турецкой Суперлиги «Адана Демирспор» с возможностью продления ещё на год. 27 июля дебютировал в матче квалификационного раунда Лиги конференций УЕФА против румынского ЧФР (1:1), выйдя на замену Юнесу Беланде на 72-й минуте матча. В сезоне 2023/24 сыграл в 28-ми матчах чемпионата Турции, преимущественно выходя на замену Юсуфу Сары, игравшему на левом фланге атаки. 13 мая 2024 года стало известно о том, что Нани покинул турецкую команду.

### «Эштрела» и завершение карьеры
Последним клубом в карьере Нани стала «Эштрела» из Амадора. 8 декабря 2024 года он заявил о завершении карьеры

## Карьера в сборной
Свои выступления в составе национальных сборных Португалии Нани начал в 2006 году. В конце января он сыграл за вторую сборную Португалии в матче против сборной Словении, который завершился со счётом 1:1. Это выступление стало единственным для Нани в составе второй сборной. 23 мая 2006 года он дебютировал и в молодёжной сборной, это произошло в игре домашнего чемпионата Европы против сборной Франции (0:1). Нани провёл на поле все 90 минут. Два дня спустя отыграл один тайм против сборной Сербии и Черногории (0:2). В последнем матче группы А против сборной Германии (0:1) заменил Силвестре Варелу на 73-й минуте матча. 16 июня 2007 года забил свой единственный гол за молодёжную сборную — в игре группового этапа чемпионата Европы против сборной Израиля (4:0).
В составе главной сборной Португалии дебютировал 1 сентября 2006 года в товарищеском матче с Данией (2:4). В той игре Нани забил один гол (согласно информации RSSSF, Transfermarkt, Португальской футбольной федерации; другой источник, однако, определяет этот гол как автогол Томаса Сёренсена, а сайт National Football Teams — как гол Рикарду Карвалью). Принимал участие в отборочных матчах Евро-2008, забил гол в игре против Бельгии (2:1). Ему удалось войти в окончательный список игроков, вызванных главным тренером Луисом Фелипе Сколари на предстоящий турнир. На самом чемпионате Европы Нани провёл три матча: два из них на групповой стадии — против Турции (2:0) и Швейцарии (0:2), также он сыграл в 1/4 финала против Германии (2:3). В игре с немцами отличился голевой передачей на Элдера Поштигу. 20 августа в товарищеском матче против Фарерских островов (5:0) забил свой второй гол за национальную сборную. 9 октября в первом отборочном матче ЧМ-2010 с Мальтой (4:0) определил окончательный счёт игры с передачи Деку. Четыре дня спустя отличился голом в матче против Дании (2:3). 1 июня 2010 года забил гол в ворота Камеруна (3:1). После этого матча был оглашён список игроков сборной Португалии на ЧМ-2010, в который вошёл и Нани, однако 8 июня его исключили из заявки в связи с травмой плеча и заменили на полузащитника «Бенфики» Рубена Аморима.
В октябре 2010 года отличился дублем в ворота сборной Дании (3:1) в отборочном матче на ЧЕ-2012. Спустя год в рамках того же отборочного турнира забил два мяча Исландии (5:3). На Евро-2012 являлся игроком стартового состава и принял участие во всех матчах Португалии, в том числе в полуфинальном против Испании (0:0, 2:4 по пенальти). На групповом этапе отметился двумя голевыми передачами в игре против Дании (3:2) и Нидерландов (2:1). 16 октября 2012 года в отборе на ЧМ-2014 отдал голевую передачу на Элдера Поштигу, чем помог установить итоговый счёт 1:1 во встрече с Северной Ирландией. В первой половине 2013 года редко появлялся на поле из-за травмы подколенного сухожилия, что вынудило Нани пропустить два матча отборочного этапа. 15 октября отметился голом в мачте против Люксембурга (3:0), тогда он впервые вывел свою сборную на поле с капитанской повязкой. Сыграл в стартовом матче ЧМ-2014 против Германии (0:4). В послематчевом интервью он заявил, что «команда выглядела очень хорошо, но ей не повезло». 23 июня 2014 года Нани забил свой первый гол на крупных турнирах сборных — поразив ворота США (2:2).
Нани продолжал быть игроком старта для сборной и в дальнейшем. Он вышел на поле во всех восьми матчах отборочного турнира чемпионата Европы 2016 года. На самом турнире забил по мячу в ворота сборных Исландии (1:1), Венгрии (3:3), Уэльса (2:0). Матч 1/8 финала против Хорватии (1:0) стал для Нани 100-м в сборной, благодаря чему он стал четвёртым футболистом в истории португальской национальной команды, которому покорился этот рубеж. 10 июля в финальном матче на турнире против Франции (1:0) получил капитанскую повязку после того, как Криштиану Роналду был заменён на 25-й минуте. В дополнительное время вышедший на замену Эдер забил гол и принёс сборной Португалии победу.
В 2017 году принял участие в Кубке конфедераций. 24 июня установил окончательный счёт в матче группового этапа против Новой Зеландии (4:0), выйдя на замену по ходу игры. В матче за третье место против Мексики (2:1) появился на поле с капитанской повязкой; был заменён на Рикарду Куарежму на 70-й минуте. В мае 2018 года вошёл в предварительную заявку сборной Португалии на ЧМ-2018 в России, но не попал в окончательный список.

## Характеристика игрока
На ранних этапах карьеры стиль игры Нани сравнивали с игрой Криштиану Роналду. Нани мог сыграть на любом фланге атаки, однако отдавал предпочтение позиции справа. Отличался своей скоростью, высоким уровнем дриблинга и навыками видения поля. Создавал пространство для партнёров и обеспечивал их передачами. Несмотря на то, что Нани нередко смещался в центр с фланга, он не отличался высокой результативностью, однако часто отдавал голевые передачи. Благодаря своим характеристикам может играть на позиции второго нападающего. В период выступлений в «Манчестер Юнайтед» часто заигрывался с мячом, что приводило к отбору мяча соперниками. Часто бил из-за пределов штрафной площади.

## Личная жизнь
Женат на журналистке Даниэле Мартинс. Будущие супруги познакомились в 2009 году, после того, как португалец перешёл в «Манчестер Юнайтед». У пары родился сын — Лукас да Кунья. Свадьба состоялась в 2019 году. Осенью 2022 года у Луиша и Даниэлы родилась дочь — Катарина.

## Достижения

### Командные достижения
«Спортинг»
- Обладатель Кубка Португалии (3): 2006/07, 2014/15, 2018/19[201]
- Обладатель Кубка Португальской лиги: 2018/19[202]

«Манчестер Юнайтед»
- Чемпион Премьер-лиги (4): 2007/08, 2008/09, 2010/11, 2012/13[202]
- Обладатель Кубка Футбольной лиги (2): 2009, 2010[202]
- Победитель Лиги чемпионов УЕФА: 2008[202]
- Обладатель Суперкубка Англии (4): 2007, 2008, 2010, 2011[201]
- Победитель Клубного чемпионата мира: 2008[202]

Сборная Португалии
- Чемпион Европы: 2016[202]
- Бронзовый призёр чемпионата Европы: 2012[203]
- Бронзовый призёр Кубка конфедераций: 2017[204]

### Личные достижения
- Лучший молодой игрок месяца чемпионата Португалии: май 2007[197]
- Лучший ассистент Премьер-лиги: 2010/11[205]
- Член команды года по версии ПФА: 2010/11[81]
- Игрок года по версии одноклубников «Манчестер Юнайтед»: 2010/11[82]
- Лучший игрок месяца чемпионата Португалии: октябрь/ноябрь 2014[206]
- Игрок года клуба «Спортинг»: 2015[197]
- Игрок матча всех звёзд MLS: 2019, 2021[207][208]

### Государственные награды
- Командор Ордена Заслуг (Португалия)[209]

## Статистика выступлений

### Клубная статистика
| Клуб                         | Сезон               | Лига | Лига | Кубки | Кубки | Конт. кубки | Конт. кубки | Прочие | Прочие | Итого | Итого | Товарищеские матчи | Товарищеские матчи | Всего | Всего |
| Клуб                         | Сезон               | Игры | Голы | Игры  | Голы  | Игры        | Голы        | Игры   | Голы   | Игры  | Голы  | Игры               | Голы               | Игры  | Голы  |
| ---------------------------- | ------------------- | ---- | ---- | ----- | ----- | ----------- | ----------- | ------ | ------ | ----- | ----- | ------------------ | ------------------ | ----- | ----- |
| Спортинг (Лиссабон)          | 2004/05             | −    | −    | −     | −     | −           | −           | −      | −      | −     | −     | 1                  | 0                  | 1     | 0     |
| Спортинг (Лиссабон)          | 2005/06             | 29   | 4    | 5     | 1     | 2           | 0           | −      | −      | 36    | 5     | 11                 | 1                  | 47    | 6     |
| Спортинг (Лиссабон)          | 2006/07             | 29   | 5    | 5     | 0     | 6           | 1           | −      | −      | 40    | 6     | 6                  | 0                  | 46    | 6     |
| Спортинг (Лиссабон)          | Итого               | 58   | 9    | 10    | 1     | 8           | 1           | −      | −      | 76    | 11    | 18                 | 1                  | 94    | 12    |
| Манчестер Юнайтед            | 2007/08             | 26   | 3    | 3     | 1     | 11          | 0           | 1      | 0      | 41    | 4     | 4                  | 3                  | 45    | 7     |
| Манчестер Юнайтед            | 2008/09             | 13   | 1    | 8     | 5     | 7           | 0           | 3      | 0      | 31    | 6     | 2                  | 0                  | 33    | 6     |
| Манчестер Юнайтед            | 2009/10             | 23   | 4    | 2     | 0     | 8           | 2           | 1      | 1      | 34    | 7     | 7                  | 2                  | 41    | 9     |
| Манчестер Юнайтед            | 2010/11             | 33   | 9    | 3     | 0     | 12          | 1           | 1      | 0      | 49    | 10    | 4                  | 2                  | 53    | 12    |
| Манчестер Юнайтед            | 2011/12             | 29   | 8    | 1     | 0     | 9           | 0           | 1      | 2      | 40    | 10    | 7                  | 2                  | 47    | 12    |
| Манчестер Юнайтед            | 2012/13             | 11   | 1    | 6     | 2     | 4           | 0           | −      | −      | 21    | 3     | 3                  | 0                  | 24    | 3     |
| Манчестер Юнайтед            | 2013/14             | 11   | 0    | 1     | 0     | 1           | 1           | −      | −      | 13    | 1     | 1                  | 0                  | 14    | 1     |
| Манчестер Юнайтед            | 2014/15             | 1    | 0    | −     | −     | −           | −           | −      | −      | 1     | 0     | 4                  | 0                  | 5     | 0     |
| Манчестер Юнайтед            | Итого               | 147  | 26   | 24    | 8     | 52          | 4           | 7      | 3      | 230   | 41    | 32                 | 9                  | 262   | 50    |
| Спортинг (Лиссабон) (аренда) | 2014/15             | 27   | 7    | 3     | 1     | 7           | 4           | −      | −      | 37    | 12    | −                  | −                  | 37    | 12    |
| Спортинг (Лиссабон) (аренда) | Итого               | 27   | 7    | 3     | 1     | 7           | 4           | −      | −      | 37    | 12    | −                  | −                  | 37    | 12    |
| Фенербахче                   | 2015/16             | 28   | 8    | 6     | 3     | 13          | 1           | −      | −      | 47    | 12    | 6                  | 1                  | 53    | 13    |
| Фенербахче                   | Итого               | 28   | 8    | 6     | 3     | 13          | 1           | −      | −      | 47    | 12    | 6                  | 1                  | 53    | 13    |
| Валенсия                     | 2016/17             | 25   | 5    | 1     | 0     | −           | −           | −      | −      | 26    | 5     | −                  | −                  | 26    | 5     |
| Валенсия                     | Итого               | 25   | 5    | 1     | 0     | −           | −           | −      | −      | 26    | 5     | −                  | −                  | 26    | 5     |
| Лацио (аренда)               | 2017/18             | 18   | 3    | 1     | 0     | 6           | 0           | −      | −      | 25    | 3     | −                  | −                  | 25    | 3     |
| Лацио (аренда)               | Итого               | 18   | 3    | 1     | 0     | 6           | 0           | −      | −      | 25    | 3     | −                  | −                  | 25    | 3     |
| Спортинг (Лиссабон)          | 2018/19             | 18   | 7    | 5     | 1     | 5           | 1           | −      | −      | 28    | 9     | 2                  | 0                  | 28    | 9     |
| Спортинг (Лиссабон)          | Итого               | 18   | 7    | 5     | 1     | 5           | 1           | −      | −      | 28    | 9     | 2                  | 0                  | 30    | 9     |
| Всего за «Спортинг»          | Всего за «Спортинг» | 103  | 23   | 18    | 3     | 20          | 6           | −      | −      | 141   | 32    | 20                 | 1                  | 161   | 33    |
| Орландо Сити                 | 2019                | 30   | 12   | 3     | 0     | −           | −           | −      | −      | 33    | 12    | −                  | −                  | 33    | 12    |
| Орландо Сити                 | 2020                | 25   | 9    | −     | −     | −           | −           | −      | −      | 25    | 9     | −                  | −                  | 25    | 9     |
| Орландо Сити                 | 2021                | 29   | 10   | −     | −     | 1           | 0           | −      | −      | 30    | 10    | −                  | −                  | 30    | 10    |
| Орландо Сити                 | Итого               | 84   | 31   | 3     | 0     | 1           | 0           | −      | −      | 88    | 31    | −                  | −                  | 88    | 31    |
| Венеция                      | 2021/22             | 10   | 0    | −     | −     | −           | −           | −      | −      | 10    | 0     | −                  | −                  | 10    | 0     |
| Венеция                      | Итого               | 10   | 0    | −     | −     | −           | −           | −      | −      | 10    | 0     | −                  | −                  | 10    | 0     |
| Мельбурн Виктори             | 2022/23             | 10   | 0    | 1     | 0     | −           | −           | −      | −      | 11    | 0     | 4                  | 5                  | 11    | 0     |
| Мельбурн Виктори             | Итого               | 10   | 0    | 1     | 0     | −           | −           | −      | −      | 11    | 0     | 4                  | 5                  | 11    | 0     |
| Адана Демирспор              | 2023/24             | 28   | 4    | 1     | 0     | 5           | 0           | −      | −      | 34    | 4     | 1                  | 0                  | 35    | 4     |
| Адана Демирспор              | Итого               | 28   | 4    | 1     | 0     | 5           | 0           | −      | −      | 34    | 4     | 1                  | 0                  | 35    | 4     |
| Всего за карьеру             | Всего за карьеру    | 453  | 100  | 55    | 14    | 97          | 11          | 7      | 3      | 612   | 128   | 63                 | 16                 | 675   | 144   |

### Статистика за сборную
| Сборная          | Год              | Отборочные матчи ЧМ | Отборочные матчи ЧМ | Финальные матчи ЧМ | Финальные матчи ЧМ | Отборочные матчи ЧЕ | Отборочные матчи ЧЕ | Финальные матчи ЧЕ | Финальные матчи ЧЕ | Кубок конфедераций | Кубок конфедераций | Товарищеские матчи | Товарищеские матчи | Итого | Итого |
| Сборная          | Год              | Игры                | Голы                | Игры               | Голы               | Игры                | Голы                | Игры               | Голы               | Игры               | Голы               | Игры               | Голы               | Игры  | Голы  |
| ---------------- | ---------------- | ------------------- | ------------------- | ------------------ | ------------------ | ------------------- | ------------------- | ------------------ | ------------------ | ------------------ | ------------------ | ------------------ | ------------------ | ----- | ----- |
| Португалия       | 2006             | −                   | −                   | −                  | −                  | 3                   | 0                   | −                  | −                  | −                  | −                  | 1                  | 1                  | 4     | 1     |
| Португалия       | 2007             | −                   | −                   | −                  | −                  | 6                   | 1                   | −                  | −                  | −                  | −                  | 1                  | 0                  | 7     | 1     |
| Португалия       | 2008             | 4                   | 2                   | −                  | −                  | −                   | −                   | 3                  | 0                  | −                  | −                  | 4                  | 1                  | 11    | 3     |
| Португалия       | 2009             | 7                   | 1                   | −                  | −                  | −                   | −                   | −                  | −                  | −                  | −                  | 4                  | 0                  | 11    | 1     |
| Португалия       | 2010             | −                   | −                   | −                  | −                  | 4                   | 2                   | −                  | −                  | −                  | −                  | 4                  | 1                  | 8     | 3     |
| Португалия       | 2011             | −                   | −                   | −                  | −                  | 6                   | 3                   | −                  | −                  | −                  | −                  | 4                  | 0                  | 10    | 3     |
| Португалия       | 2012             | 4                   | 0                   | −                  | −                  | −                   | −                   | 5                  | 0                  | −                  | −                  | 4                  | 1                  | 13    | 1     |
| Португалия       | 2013             | 6                   | 1                   | −                  | −                  | −                   | −                   | −                  | −                  | −                  | −                  | 2                  | 0                  | 8     | 1     |
| Португалия       | 2014             | −                   | −                   | 3                  | 1                  | 3                   | 0                   | −                  | −                  | −                  | −                  | 5                  | 0                  | 11    | 1     |
| Португалия       | 2015             | −                   | −                   | −                  | −                  | 5                   | 1                   | −                  | −                  | −                  | −                  | 4                  | 1                  | 9     | 2     |
| Португалия       | 2016             | 2                   | 0                   | −                  | −                  | −                   | −                   | 7                  | 3                  | −                  | −                  | 5                  | 3                  | 14    | 6     |
| Португалия       | 2017             | 1                   | 0                   | −                  | −                  | −                   | −                   | −                  | −                  | 4                  | 1                  | 1                  | 0                  | 6     | 1     |
| Всего за карьеру | Всего за карьеру | 24                  | 4                   | 3                  | 1                  | 27                  | 7                   | 15                 | 3                  | 4                  | 1                  | 39                 | 8                  | 112   | 24    |

### Список матчей за сборную Португалии
| Матчи Нани за национальную сборную Португалии | Матчи Нани за национальную сборную Португалии | Матчи Нани за национальную сборную Португалии | Матчи Нани за национальную сборную Португалии | Матчи Нани за национальную сборную Португалии | Матчи Нани за национальную сборную Португалии | Матчи Нани за национальную сборную Португалии | Матчи Нани за национальную сборную Португалии | Матчи Нани за национальную сборную Португалии |
| №                                             | Дата                                          | Место                                         | Соперник                                      | Счёт                                          | Голы                                          | Карточки                                      | Минуты                                        | Соревнование                                  |
| --------------------------------------------- | --------------------------------------------- | --------------------------------------------- | --------------------------------------------- | --------------------------------------------- | --------------------------------------------- | --------------------------------------------- | --------------------------------------------- | --------------------------------------------- |
| 1                                             | 1 сентября 2006                               | «Брондбю», Брённбю, Дания                     | Дания                                         | 2:4                                           | 65′                                           | —                                             | 66'                                           | Товарищеский матч                             |
| 2                                             | 6 сентября 2006                               | «Олимпийский», Хельсинки, Финляндия           | Финляндия                                     | 1:1                                           | —                                             | —                                             | 57'                                           | Отборочные матчи ЧЕ-2008                      |
| 3                                             | 7 октября 2006                                | «Беса Секулу XXI», Порту, Португалия          | Азербайджан                                   | 3:0                                           | —                                             | —                                             | 75'                                           | Отборочные матчи ЧЕ-2008                      |
| 4                                             | 11 октября 2006                               | «Шлёнски», Хожув, Польша                      | Польша                                        | 1:2                                           | —                                             | —                                             | 68'                                           | Отборочные матчи ЧЕ-2008                      |
| 5                                             | 24 марта 2007                                 | «Жозе Алваладе», Лиссабон, Португалия         | Бельгия                                       | 4:0                                           | —                                             | 80'                                           | 70'                                           | Отборочные матчи ЧЕ-2008                      |
| 6                                             | 2 июня 2007                                   | Стадион короля Бодуэна, Брюссель, Бельгия     | Бельгия                                       | 2:1                                           | 42′                                           | —                                             | 86'                                           | Отборочные матчи ЧЕ-2008                      |
| 7                                             | 5 июня 2007                                   | «Тамир», Эс-Салимия, Кувейт                   | Кувейт                                        | 1:1                                           | —                                             | —                                             | 46'                                           | Товарищеский матч                             |
| 8                                             | 13 октября 2007                               | «Республиканский», Баку, Азербайджан          | Азербайджан                                   | 2:0                                           | —                                             | —                                             | 69'                                           | Отборочные матчи ЧЕ-2008                      |
| 9                                             | 17 октября 2007                               | «Центральный», Алма-Ата, Казахстан            | Казахстан                                     | 2:1                                           | —                                             | —                                             | 60'                                           | Отборочные матчи ЧЕ-2008                      |
| 10                                            | 17 ноября 2007                                | «Магальяйнш Песоа», Лейрия, Португалия        | Армения                                       | 1:0                                           | —                                             | —                                             | 77'                                           | Отборочные матчи ЧЕ-2008                      |
| 11                                            | 21 ноября 2007                                | «Драгау», Порту, Португалия                   | Финляндия                                     | 0:0                                           | —                                             | —                                             | 85'                                           | Отборочные матчи ЧЕ-2008                      |
| 12                                            | 6 февраля 2008                                | «Летцигрунд», Цюрих, Швейцария                | Италия                                        | 1:3                                           | —                                             | —                                             | 46'                                           | Товарищеский матч                             |
| 13                                            | 31 мая 2008                                   | «Фонтелу», Визеу, Португалия                  | Грузия                                        | 2:0                                           | —                                             | —                                             | 45'                                           | Товарищеский матч                             |
| 14                                            | 7 июня 2008                                   | «Стад де Женев», Женева, Швейцария            | Турция                                        | 2:0                                           | —                                             | —                                             | 68'                                           | ЧЕ-2008. Групповой этап                       |
| 15                                            | 15 июня 2008                                  | «Санкт-Якоб Парк», Базель, Швейцария          | Швейцария                                     | 0:2                                           | —                                             | —                                             | 90'                                           | ЧЕ-2008. Групповой этап                       |
| 16                                            | 19 июня 2008                                  | «Санкт-Якоб Парк», Базель, Швейцария          | Германия                                      | 2:3                                           | —                                             | —                                             | 67'                                           | ЧЕ-2008. 1/4 финала                           |
| 17                                            | 20 августа 2008                               | «Мунисипал де Авейру», Авейру, Португалия     | Фарерские острова                             | 5:0                                           | 90′                                           | —                                             | 90'                                           | Товарищеский матч                             |
| 18                                            | 6 сентября 2008                               | «Национальный», Та-Кали, Мальта               | Мальта                                        | 4:0                                           | 78′                                           | —                                             | 90'                                           | Отборочные матчи ЧМ-2010                      |
| 19                                            | 10 сентября 2008                              | «Жозе Алваладе», Лиссабон, Португалия         | Дания                                         | 2:3                                           | 41′                                           | 55'                                           | 87'                                           | Отборочные матчи ЧМ-2010                      |
| 20                                            | 11 октября 2008                               | «Росунда», Стокгольм, Швеция                  | Швеция                                        | 0:0                                           | —                                             | —                                             | 86'                                           | Отборочные матчи ЧМ-2010                      |
| 21                                            | 15 октября 2008                               | «Муниципальный», Брага, Португалия            | Албания                                       | 0:0                                           | —                                             | —                                             | 55'                                           | Отборочные матчи ЧМ-2010                      |
| 22                                            | 19 ноября 2008                                | «Безеррау», Бразилиа, Бразилия                | Бразилия                                      | 2:6                                           | —                                             | —                                             | 46'                                           | Товарищеский матч                             |
| 23                                            | 11 февраля 2009                               | «Алгарве», Фару, Португалия                   | Финляндия                                     | 1:0                                           | —                                             | —                                             | 76'                                           | Товарищеский матч                             |
| 24                                            | 31 марта 2009                                 | «Олимпик де ла Понтез», Лозанна, Швейцария    | ЮАР                                           | 2:0                                           | —                                             | —                                             | 57'                                           | Товарищеский матч                             |
| 25                                            | 6 июня 2009                                   | «Кемаль Стафа», Тирана, Албания               | Албания                                       | 2:1                                           | —                                             | —                                             | 76'                                           | Отборочные матчи ЧМ-2010                      |
| 26                                            | 10 июня 2009                                  | «А. Ле Кок Арена», Таллин, Эстония            | Эстония                                       | 0:0                                           | —                                             | —                                             | 90'                                           | Товарищеский матч                             |
| 27                                            | 12 августа 2009                               | «Райнпарк», Вадуц, Лихтенштейн                | Лихтенштейн                                   | 3:0                                           | —                                             | —                                             | 73'                                           | Товарищеский матч                             |
| 28                                            | 5 сентября 2009                               | «Паркен», Копенгаген, Дания                   | Дания                                         | 1:1                                           | —                                             | —                                             | 71'                                           | Отборочные матчи ЧМ-2010                      |
| 29                                            | 9 сентября 2009                               | «Ференц Пушкаш», Будапешт, Венгрия            | Венгрия                                       | 1:0                                           | —                                             | —                                             | 82'                                           | Отборочные матчи ЧМ-2010                      |
| 30                                            | 10 октября 2009                               | «Эштадиу да Луш», Лиссабон, Португалия        | Венгрия                                       | 3:0                                           | —                                             | —                                             | 27'                                           | Отборочные матчи ЧМ-2010                      |
| 31                                            | 14 октября 2009                               | «Афонсу Энрикиш», Гимарайнш, Португалия       | Мальта                                        | 4:0                                           | 13′                                           | —                                             | 73'                                           | Отборочные матчи ЧМ-2010                      |
| 32                                            | 14 ноября 2009                                | «Эштадиу да Луш», Лиссабон, Португалия        | Босния и Герцеговина                          | 1:0                                           | —                                             | —                                             | 69'                                           | Стыковые матчи ЧМ-2010                        |
| 33                                            | 18 ноября 2009                                | «Билино Поле», Зеница, Босния и Герцеговина   | Босния и Герцеговина                          | 1:0                                           | —                                             | —                                             | 73'                                           | Стыковые матчи ЧМ-2010                        |
| 34                                            | 3 марта 2010                                  | «Сидаде де Коимбра», Коимбра, Португалия      | Китай                                         | 2:0                                           | —                                             | —                                             | 62'                                           | Товарищеский матч                             |
| 35                                            | 24 мая 2010                                   | «Ковильян», Ковильян, Португалия              | Кабо-Верде                                    | 0:0                                           | —                                             | 51'                                           | 90'                                           | Товарищеский матч                             |
| 36                                            | 1 июня 2010                                   | «Ковильян», Ковильян, Португалия              | Камерун                                       | 3:1                                           | 81′                                           | —                                             | 46'                                           | Товарищеский матч                             |
| 37                                            | 3 сентября 2010                               | «Афонсу Энрикиш», Гимарайнш, Португалия       | Кипр                                          | 4:4                                           | —                                             | —                                             | 90'                                           | Отборочные матчи ЧЕ-2012                      |
| 38                                            | 7 сентября 2010                               | «Уллевол», Осло, Норвегия                     | Норвегия                                      | 0:1                                           | —                                             | —                                             | 90'                                           | Отборочные матчи ЧЕ-2012                      |
| 39                                            | 8 октября 2010                                | «Драгау», Порту, Португалия                   | Дания                                         | 3:1                                           | 29′, 30′                                      | —                                             | 88'                                           | Отборочные матчи ЧЕ-2012                      |
| 40                                            | 12 октября 2010                               | «Лёйгартальсвётлюр», Рейкьявик, Исландия      | Исландия                                      | 3:1                                           | —                                             | —                                             | 87'                                           | Отборочные матчи ЧЕ-2012                      |
| 41                                            | 17 ноября 2010                                | «Эштадиу да Луш», Лиссабон, Португалия        | Испания                                       | 4:0                                           | —                                             | —                                             | 88'                                           | Товарищеский матч                             |
| 42                                            | 9 февраля 2011                                | «Стад де Женев», Женева, Швейцария            | Аргентина                                     | 1:2                                           | —                                             | —                                             | 60'                                           | Товарищеский матч                             |
| 43                                            | 26 марта 2011                                 | «Магальяйнш Песоа», Лейрия, Португалия        | Чили                                          | 1:1                                           | —                                             | —                                             | 84'                                           | Товарищеский матч                             |
| 44                                            | 29 марта 2011                                 | «Мунисипал де Авейру», Авейру, Португалия     | Финляндия                                     | 2:0                                           | —                                             | —                                             | 67'                                           | Товарищеский матч                             |
| 45                                            | 4 июня 2011                                   | «Эштадиу да Луш», Лиссабон, Португалия        | Норвегия                                      | 1:0                                           | —                                             | —                                             | 86'                                           | Отборочные матчи ЧЕ-2012                      |
| 46                                            | 10 августа 2011                               | «Алгарве», Фару, Португалия                   | Люксембург                                    | 5:0                                           | —                                             | —                                             | 46'                                           | Товарищеский матч                             |
| 47                                            | 2 сентября 2011                               | «ГСП», Никосия, Кипр                          | Кипр                                          | 4:0                                           | —                                             | —                                             | 85'                                           | Отборочные матчи ЧЕ-2012                      |
| 48                                            | 7 октября 2011                                | «Драгау», Порту, Португалия                   | Исландия                                      | 5:3                                           | 13′, 21′                                      | —                                             | 90'                                           | Отборочные матчи ЧЕ-2012                      |
| 49                                            | 11 октября 2011                               | «Паркен», Копенгаген, Дания                   | Дания                                         | 1:2                                           | —                                             | —                                             | 90'                                           | Отборочные матчи ЧЕ-2012                      |
| 50                                            | 11 ноября 2011                                | «Билино Поле», Зеница, Босния и Герцеговина   | Босния и Герцеговина                          | 0:0                                           | —                                             | —                                             | 90'                                           | Стыковые матчи ЧЕ-2012                        |
| 51                                            | 15 ноября 2011                                | «Эштадиу да Луш», Лиссабон, Португалия        | Босния и Герцеговина                          | 6:2                                           | 24′                                           | —                                             | 83'                                           | Стыковые матчи ЧЕ-2012                        |
| 52                                            | 29 февраля 2012                               | «Национальный», Варшава, Польша               | Польша                                        | 0:0                                           | —                                             | —                                             | 82'                                           | Товарищеский матч                             |
| 53                                            | 26 мая 2012                                   | «Магальяйнш Песоа», Лейрия, Португалия        | Северная Македония                            | 0:0                                           | —                                             | —                                             | 64'                                           | Товарищеский матч                             |
| 54                                            | 2 июня 2012                                   | «Эштадиу да Луш», Лиссабон, Португалия        | Турция                                        | 1:3                                           | 57′                                           | —                                             | 90'                                           | Товарищеский матч                             |
| 55                                            | 9 июня 2012                                   | «Арена Львов», Львов, Украина                 | Германия                                      | 0:1                                           | —                                             | —                                             | 90'                                           | ЧЕ-2012. Групповой этап                       |
| 56                                            | 13 июня 2012                                  | «Арена Львов», Львов, Украина                 | Дания                                         | 3:2                                           | —                                             | —                                             | 89'                                           | ЧЕ-2012. Групповой этап                       |
| 57                                            | 17 июня 2012                                  | «Металлист», Харьков, Украина                 | Нидерланды                                    | 2:1                                           | —                                             | —                                             | 87'                                           | ЧЕ-2012. Групповой этап                       |
| 58                                            | 21 июня 2012                                  | «Национальный», Варшава, Польша               | Чехия                                         | 1:0                                           | —                                             | 26'                                           | 84'                                           | ЧЕ-2012. 1/4 финала                           |
| 59                                            | 27 июня 2012                                  | «Донбасс Арена», Донецк, Украина              | Испания                                       | 0:0 (2:4)                                     | —                                             | —                                             | 90'                                           | ЧЕ-2012. 1/2 финала                           |
| 60                                            | 15 августа 2012                               | «Алгарве», Фару, Португалия                   | Панама                                        | 2:0                                           | —                                             | —                                             | 90'                                           | Товарищеский матч                             |
| 61                                            | 7 сентября 2012                               | «Жози Бартель», Люксембург, Люксембург        | Люксембург                                    | 2:1                                           | —                                             | —                                             | 81'                                           | Отборочные матчи ЧМ-2014                      |
| 62                                            | 11 сентября 2012                              | «Муниципальный», Брага, Португалия            | Азербайджан                                   | 3:0                                           | —                                             | —                                             | 77'                                           | Отборочные матчи ЧМ-2014                      |
| 63                                            | 12 октября 2012                               | «Лужники», Москва, Россия                     | Россия                                        | 0:1                                           | —                                             | —                                             | 90'                                           | Отборочные матчи ЧМ-2014                      |
| 64                                            | 16 октября 2012                               | «Драгау», Порту, Португалия                   | Северная Ирландия                             | 1:1                                           | —                                             | —                                             | 90'                                           | Отборочные матчи ЧМ-2014                      |
| 65                                            | 6 февраля 2013                                | «Афонсу Энрикиш», Гимарайнш, Португалия       | Эквадор                                       | 2:3                                           | —                                             | —                                             | 72'                                           | Товарищеский матч                             |
| 66                                            | 7 июня 2013                                   | «Эштадиу да Луш», Лиссабон, Португалия        | Россия                                        | 1:0                                           | —                                             | —                                             | 66'                                           | Отборочные матчи ЧМ-2014                      |
| 67                                            | 6 сентября 2013                               | «Уиндзор Парк», Белфаст, Северная Ирландия    | Северная Ирландия                             | 4:2                                           | —                                             | —                                             | 55'                                           | Отборочные матчи ЧМ-2014                      |
| 68                                            | 10 сентября 2013                              | «Джиллетт Стэдиум», Фоксборо, США             | Бразилия                                      | 1:3                                           | —                                             | —                                             | 90'                                           | Товарищеский матч                             |
| 69                                            | 11 октября 2013                               | «Жозе Алваладе», Лиссабон, Португалия         | Израиль                                       | 1:1                                           | —                                             | —                                             | 90'                                           | Отборочные матчи ЧМ-2014                      |
| 70                                            | 15 октября 2013                               | «Сидаде де Коимбра», Коимбра, Португалия      | Люксембург                                    | 3:0                                           | 36′                                           | —                                             | 90'                                           | Отборочные матчи ЧМ-2014                      |
| 71                                            | 15 ноября 2013                                | «Эштадиу да Луш», Лиссабон, Португалия        | Швеция                                        | 1:0                                           | —                                             | —                                             | 90'                                           | Стыковые матчи ЧМ-2014                        |
| 72                                            | 19 ноября 2013                                | «Френдс Арена», Стокгольм, Швеция             | Швеция                                        | 3:2                                           | —                                             | 59'                                           | 90'                                           | Стыковые матчи ЧМ-2014                        |
| 73                                            | 31 мая 2014                                   | «Национальный», Лиссабон, Португалия          | Греция                                        | 0:0                                           | —                                             | —                                             | 83'                                           | Товарищеский матч                             |
| 74                                            | 6 июня 2014                                   | «Джиллетт Стэдиум», Фоксборо, США             | Мексика                                       | 1:0                                           | —                                             | —                                             | 90'                                           | Товарищеский матч                             |
| 75                                            | 10 июня 2014                                  | «Метлайф», Ист-Ратерфорд, США                 | Ирландия                                      | 5:1                                           | —                                             | —                                             | 65'                                           | Товарищеский матч                             |
| 76                                            | 16 июня 2014                                  | «Фонте-Нова», Салвадор, Бразилия              | Германия                                      | 0:4                                           | —                                             | —                                             | 90'                                           | ЧМ-2014. Групповой этап                       |
| 77                                            | 22 июня 2014                                  | «Арена да Амазония», Манаус, Бразилия         | США                                           | 2:2                                           | 5′                                            | —                                             | 90'                                           | ЧМ-2014. Групповой этап                       |
| 78                                            | 26 июня 2014                                  | «Национальный», Бразилиа, Бразилия            | Гана                                          | 2:1                                           | —                                             | —                                             | 90'                                           | ЧМ-2014. Групповой этап                       |
| 79                                            | 7 сентября 2014                               | «Мунисипал де Авейру», Авейру, Португалия     | Албания                                       | 0:1                                           | —                                             | 69'                                           | 90'                                           | Отборочные матчи ЧЕ-2016                      |
| 80                                            | 11 октября 2014                               | «Стад де Франс», Париж, Франция               | Франция                                       | 1:2                                           | —                                             | —                                             | 68'                                           | Товарищеский матч                             |
| 81                                            | 14 октября 2014                               | «Паркен», Копенгаген, Дания                   | Дания                                         | 1:0                                           | —                                             | —                                             | 68'                                           | Отборочные матчи ЧЕ-2016                      |
| 82                                            | 14 ноября 2014                                | «Алгарве», Фару, Португалия                   | Армения                                       | 1:0                                           | —                                             | —                                             | 88'                                           | Отборочные матчи ЧЕ-2016                      |
| 83                                            | 18 ноября 2014                                | «Олд Траффорд», Манчестер, Англия             | Аргентина                                     | 1:0                                           | —                                             | —                                             | 90'                                           | Товарищеский матч                             |
| 84                                            | 29 марта 2015                                 | «Эштадиу да Луш», Лиссабон, Португалия        | Сербия                                        | 2:1                                           | —                                             | —                                             | 90'                                           | Отборочные матчи ЧЕ-2016                      |
| 85                                            | 13 июня 2015                                  | «Республиканский», Ереван, Армения            | Армения                                       | 3:2                                           | —                                             | —                                             | 90'                                           | Отборочные матчи ЧЕ-2016                      |
| 86                                            | 16 июня 2015                                  | «Стад де Женев», Женева, Швейцария            | Италия                                        | 1:0                                           | —                                             | —                                             | 77'                                           | Товарищеский матч                             |
| 87                                            | 4 сентября 2015                               | «Жозе Алваладе», Лиссабон, Португалия         | Франция                                       | 0:1                                           | —                                             | —                                             | 90'                                           | Товарищеский матч                             |
| 88                                            | 7 сентября 2015                               | «Эльбасан», Эльбасан, Албания                 | Албания                                       | 1:0                                           | —                                             | 82'                                           | 90'                                           | Отборочные матчи ЧЕ-2016                      |
| 89                                            | 8 октября 2015                                | «Муниципальный», Брага, Португалия            | Дания                                         | 1:0                                           | —                                             | —                                             | 82'                                           | Отборочные матчи ЧЕ-2016                      |
| 90                                            | 11 октября 2015                               | «Партизан», Белград, Сербия                   | Сербия                                        | 2:1                                           | 5′                                            | 42'                                           | 90'                                           | Отборочные матчи ЧЕ-2016                      |
| 91                                            | 14 ноября 2015                                | «Кубань», Краснодар, Россия                   | Россия                                        | 0:1                                           | —                                             | —                                             | 90'                                           | Товарищеский матч                             |
| 92                                            | 17 ноября 2015                                | «Жози Бартель», Люксембург, Люксембург        | Люксембург                                    | 2:0                                           | 88′                                           | —                                             | 63'                                           | Товарищеский матч                             |
| 93                                            | 25 марта 2016                                 | «Магальяйнш Песоа», Лейрия, Португалия        | Болгария                                      | 0:1                                           | —                                             | —                                             | 82'                                           | Товарищеский матч                             |
| 94                                            | 25 марта 2016                                 | «Магальяйнш Песоа», Лейрия, Португалия        | Бельгия                                       | 2:1                                           | 20′                                           | —                                             | 60'                                           | Товарищеский матч                             |
| 95                                            | 2 июня 2016                                   | «Уэмбли», Лондон, Англия                      | Англия                                        | 0:1                                           | —                                             | —                                             | 70'                                           | Товарищеский матч                             |
| 96                                            | 8 июня 2016                                   | «Эштадиу да Луш», Лиссабон, Португалия        | Эстония                                       | 7:0                                           | —                                             | —                                             | 47'                                           | Товарищеский матч                             |
| 97                                            | 14 июня 2016                                  | «Жоффруа Гишар», Сент-Этьен, Франция          | Исландия                                      | 1:1                                           | 31′                                           | —                                             | 90'                                           | ЧЕ-2016. Групповой этап                       |
| 98                                            | 18 июня 2016                                  | «Парк де Пренс», Париж, Франция               | Австрия                                       | 0:0                                           | —                                             | —                                             | 89'                                           | ЧЕ-2016. Групповой этап                       |
| 99                                            | 22 июня 2016                                  | «Парк Олимпик Лионне», Лион, Франция          | Венгрия                                       | 3:3                                           | 42′                                           | —                                             | 81'                                           | ЧЕ-2016. Групповой этап                       |
| 100                                           | 25 июня 2016                                  | «Боллар-Делелис», Ланс, Франция               | Хорватия                                      | 1:0                                           | —                                             | —                                             | 120'                                          | ЧЕ-2016. 1/8 финала                           |
| 101                                           | 30 июня 2016                                  | «Оранж Велодром», Марсель, Франция            | Польша                                        | 1:1 (5:3)                                     | —                                             | —                                             | 120'                                          | ЧЕ-2016. 1/4 финала                           |
| 102                                           | 6 июля 2016                                   | «Парк Олимпик Лионне», Лион, Франция          | Уэльс                                         | 2:0                                           | 53′                                           | —                                             | 86'                                           | ЧЕ-2016. 1/2 финала                           |
| 103                                           | 10 июля 2016                                  | «Стад де Франс», Париж, Франция               | Франция                                       | 1:0                                           | —                                             | —                                             | 120'                                          | ЧЕ-2016. Финал                                |
| 104                                           | 1 сентября 2016                               | «Беса Секулу XXI», Порту, Португалия          | Гибралтар                                     | 5:0                                           | 27′, 55′                                      | —                                             | 90'                                           | Товарищеский матч                             |
| 105                                           | 6 сентября 2016                               | «Санкт-Якоб Парк», Базель, Швейцария          | Швейцария                                     | 0:2                                           | —                                             | —                                             | 90'                                           | Отборочные матчи ЧМ-2018                      |
| 106                                           | 13 ноября 2016                                | «Алгарве», Фару, Португалия                   | Латвия                                        | 4:1                                           | —                                             | —                                             | 64'                                           | Отборочные матчи ЧМ-2018                      |
| 107                                           | 3 июня 2017                                   | «Эшторил», Эшторил, Португалия                | Кипр                                          | 4:0                                           | —                                             | —                                             | 59'                                           | Товарищеский матч                             |
| 108                                           | 9 июня 2017                                   | «Сконто», Рига, Латвия                        | Латвия                                        | 3:0                                           | —                                             | —                                             | 79'                                           | Отборочные матчи ЧМ-2018                      |
| 109                                           | 18 июня 2017                                  | «Казань Арена», Казань, Россия                | Мексика                                       | 2:2                                           | —                                             | —                                             | 58'                                           | КК-2017. Групповой этап                       |
| 110                                           | 24 июня 2017                                  | «Газпром Арена», Санкт-Петербург, Россия      | Новая Зеландия                                | 4:0                                           | 90′                                           | —                                             | 66'                                           | КК-2017. Групповой этап                       |
| 111                                           | 28 июня 2017                                  | «Казань Арена», Казань, Россия                | Чили                                          | 0:0                                           | —                                             | —                                             | 75'                                           | КК-2017. 1/2 финала                           |
| 112                                           | 2 июля 2017                                   | «Открытие Арена», Москва, Россия              | Мексика                                       | 2:1                                           | —                                             | —                                             | 70'                                           | КК-2017. Матч за 3-е место                    |

Итого: 112 матчей / 24 гола; 65 побед, 21 ничья, 26 поражений.